# Olszyna (gmina)
Olszyna – gmina miejsko-wiejska w Polsce położona w województwie dolnośląskim, w powiecie lubańskim. W latach 1975–1998 gmina administracyjnie należała do województwa jeleniogórskiego.
Siedziba gminy to Olszyna.
Według danych z 20 sierpnia 2009 gminę zamieszkiwały 6742 osoby. W tym:
miasto: 4739
obszar wiejski: 2003
Według danych z 30 czerwca 2020 roku gminę zamieszkiwało 6496 osób.

## Struktura powierzchni
Według danych z roku 2004 gmina Olszyna ma obszar 47,16 km², w tym:
- użytki rolne: 68%
- użytki leśne: 19%

Gmina stanowi 11,0% powierzchni powiatu.

## Demografia

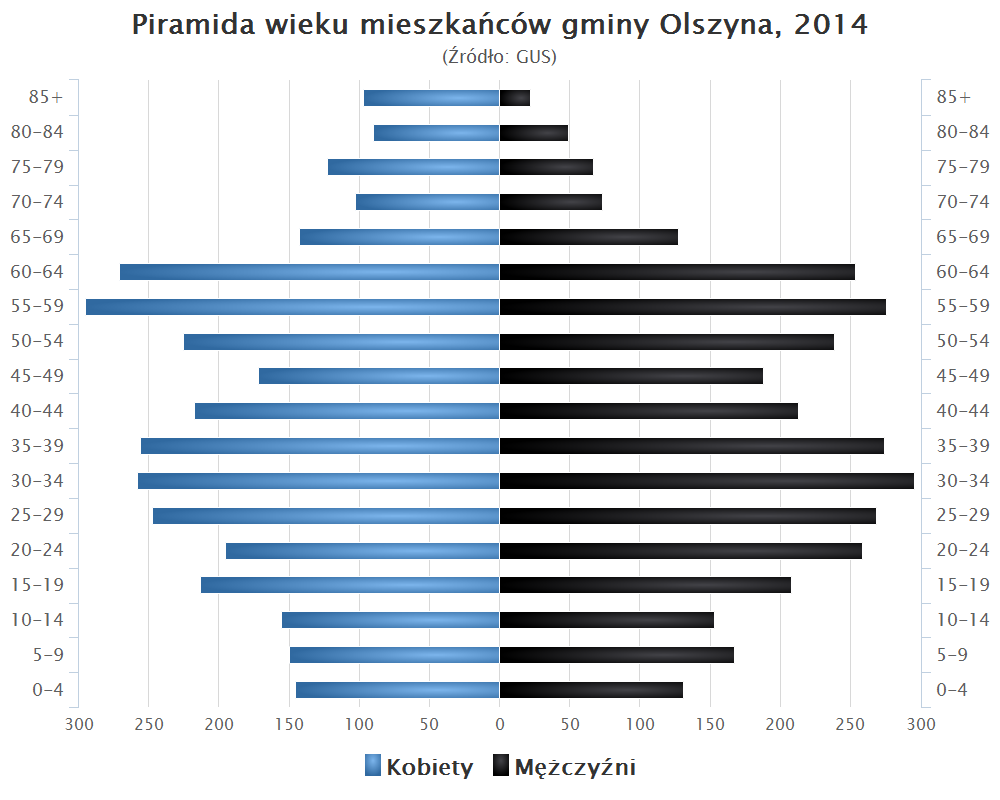
Piramida wieku mieszkańców gminy Olszyna w 2014 roku

## Miejscowości w gminie
Olszyna, Olszyna Dolna, Biedrzychowice, Bożkowice, Grodnica, Zapusta, Kałużna, Karłowice, Nowa Świdnica, Krzewie Małe.

## Sąsiednie gminy
Gryfów Śląski, Leśna, Lubań.

## Historia
Pierwsze wzmianki o Olszynie pochodzą z roku 1254, wymieniana jest wówczas nazwa Olsna.

## Sport
Kluby sportowe w Olszynie:
- Olszyński Klub Sportowy Olsza w Olszynie.
- OSP Biedrzychowice "Bielany".
- Sekcja Lekkoatletyki Gminny Klub Sportowy "Olsza" w Olszynie.
- Enduro Klub Olszyna.

## Kultura
- Gminny Ośrodek Kultury w Olszynie[7].
- Gminna Biblioteka Publiczna[8].
- Centrum Dziecka i Rodziny[9].

## Herb i flaga

### Herb Gminy Olszyna
Tarcza herbowa posiada kształt „w słup”. Pionowo podzielona jest na dwie równe części. Lewa strona przedstawia ułożone pionowo obok siebie deski.Prawa część podzielona jest poziomo na trzy pola, patrząc od góry w kolorach: czerwonym, białym i zielonym. Na tym tle przedstawione jest drzewo olcha, którego pień bierze początek od dolnej części herbu i biegnie środkiem między polami pionowymi. Na obu polach znajdują się gałęzie z liśćmi. W dolnej części symetrycznie umieszczony jest rysunek piły, na którym wielkimi drukowanymi literami wpisano nazwę OLSZYNA. Tarcza herbowa okolona jest obwódką w kolorze czerwonym.30 grudnia 1997 roku uchwałą Rady Gminy Olszyna Nr VIII/76/97 został nadany i zatwierdzony herb gminy Olszyna.

### Flaga Gminy Olszyna
Flaga Gminy Olszyna barwami nawiązuje do herbu. Flaga jest prostokątem podzielonym na trzy poziome pasy: czerwony, biały, zielony, symbolizujące odpowiednio: czerwień - siłę i odwagę, biel - czyste środowisko, zieleń - rolnictwo i lasy. W centralnym położeniu flagi widnieje umieszczony herb gminy Olszyna.